# Awakino River (Tasmansee)
Der Awakino River ist ein Fluss in der Region Waikato auf der Nordinsel Neuseelands, der in die Tasmansee mündet.

## Geographie
Der Awakino River entspringt südlich des 806 m hohen Maungamangero in der Herangi Range. Er fließt in südlicher Richtung an der Ostflanke der Range bis zu deren Südspitze. Dort knickt er in südwestliche Richtung ab und mündet bei der kleinen Ansiedlung Awakino in die Tasmansee.

## Infrastruktur
Von der Mündung bis zur Südostspitze der Herangi Range folgt der New Zealand State Highway 3 dem unteren Flusslauf. Beim Abbiegen des Flusses nach Norden folgt zunächst die Gribbon Road dem Fluss, anschließend führen Wanderwege bis ins Quellgebiet.